# ランディングギア (ゲーム)
『ランディングギア』（LANDING GEAR）はタイトーが1996年（平成8年）に発売したアーケードゲームの1つで、3Dポリゴンを採用したフライトシミュレーションゲーム。いわゆる職ゲーで、前作『ミッドナイトランディング』・『トップランディング』に続く「ランディングシリーズ」の第3弾に当たる。

## 概要
このゲームは前2作同様に航空機の操縦で指定の空港へ着陸させる目的を持っている。前2作では純粋な旅客機のみの操縦であったのに対し、戦闘機やスペースシャトルのオービタ（架空の仕様）まで操縦できるようになっている。
筐体は完全な新設計で、前作のような体感筐体ではなくなり小型化された。操作は前2作の操縦輪からサイドスティック式の操縦桿へと変化し、さらに視点を切り替えるボタンが追加され、自分の操縦する機体を後方から眺める視点も追加された。なお、IDYAバージョンも発売されており、こちらはIDYA筐体の機能を生かした体感機能が備わっている他、ゲーム内容が再調整されている。

## ゲーム内容
ゲームの流れは、最初に離陸ステージあり、その後に4ヶ所の空港に着陸を行う着陸ステージの構成で、全5ステージとなる。通常ステージのプレイ順序は固定。
離陸の際は、どんなにミスをしてもゲームオーバーになる事は無く必ず1回の着陸を行う事が出来るが、着陸時に、滑走路または滑走路外への「墜落」、着陸後の「オーバーラン」、飛行範囲外へ出るまたは着陸後に滑走路外へ出る「コースアウト」によりゲームオーバーとなる。
ゲーム終了後に得点が表示される。離陸、着陸共に（計算方法は違う）満点は100点で最低点が0点、全5ステージの最高得点は500点となるが、まずこの点数を出す事は不可能に近い。逆に全ステージクリア時に0点にする事もまた難しい。

### ゲーム画面
コックピットから見た風景がメインで映し出されるが、今作から機体ごとに異なる計器が表示されるようになり、雰囲気の向上に一役買うようになった。

### 離陸ステージ
離陸は決められた制限時間内にクリアすることが要求される。画面に表示される指示に従い飛行機を滑走路へと誘導し、最終的に「TAKE OFF」が表示されるとクリアとなる。
滑走路外へのはみ出し、オーバーラン、離着陸時の墜落、タイムオーバーにより離陸失敗となるが次の着陸ステージへ進む事は出来る。離陸に失敗すると点数が0点となってしまう。

### 着陸ステージ
前2作と異なり、プレイヤーの操縦する航空機と空港の組み合わせは固定されており、初級と上級の2クラスが用意されている。初級クラスはステージセレクトは出来ず、離陸は練習機のみ。
初級クラス
- 練習機
- 小型ジェット機
- 水上機 - ダムの水面へ着水する。
- 旅客機

上級クラス
- 旅客機 - 初級より難易度が上がっている。
- 大型旅客機
- 戦闘機 - 空母へ着艦する。離陸ステージに選んだ場合に、得点的にもっとも有利なステージである（カタパルト射出だけで、一瞬で終わるため、ほぼ間違いなく50点（満点）が出る）。
- オービタ（架空の仕様）エアブレーキでの減速しかできず失速は即墜落につながる。

ステージが進むにつれ、機体が大型化し、または操縦の癖が強くなって着陸を難しくさせる。
着陸後は、飛行経路を捕らえたリプレイが表示され、その中で減点対象となる行為があった場合にその内容が表示される。点数は100点からの減点方式となっているが、減点法が前2作から変更されている。